# Edward Czerkas
Edward Czerkas (ur. 18 marca 1902 w Monasterzyskach, zm. 9 listopada 1918 we Lwowie) – polski uczeń, orlę lwowskie z 1918.
Jako uczeń V klasy IV Gimnazjum we Lwowie wziął udział w obronie Lwowa w trakcie wojny polsko-ukraińskiej. Poległ 9 listopada 1918 w trakcie próby zdobycia gmachu Sejmu.
Został pochowany na Cmentarzu Obrońców Lwowa (kwatera III, miejsce 171).
W 1933 został odznaczony pośmiertnie Krzyżem Niepodległości.